# Xysmalobium tenue
Xysmalobium tenue är en oleanderväxtart som beskrevs av Spencer Le Marchant Moore. Xysmalobium tenue ingår i släktet Xysmalobium och familjen oleanderväxter. Inga underarter finns listade i Catalogue of Life.